# Boris Alexejewitsch Bunejew
Boris Alexejewitsch Bunejew (russisch Борис Алексеевич Бунеев; * 11. August 1921 in Moskau; † 29. August 2015 in Kamenka, Oblast Twer, Russische Föderation) war ein sowjetischer Filmregisseur.

## Leben und Leistungen
Bunejew schloss 1944 die Ausbildung beim Staatlichen All-Unions-Institut für Kinematographie ab, wo Sergei Eisenstein sein Lehrer war. Diesem stand er beim Dreh von Iwan der Schreckliche (1945/46) als Assistent zur Seite.
Nach seiner Ausbildung wurde Bunejew von Mosfilm unter Vertrag genommen, wo in Kooperation mit Michail Abramowitsch Schweizer und Anatoli Michailowitsch Rybakow sein Debütfilm Путь славы (Put slawy, 1949) entstand. Anschließend wechselte er zum Gorki-Studio und drehte unmittelbar darauf zusammen mit U. Uljanzew den Kurzfilm В степи (W stepi, 1951) nach einer Erzählung von Pjotr Andrejewitsch Pawlenko. Bis 1987 realisierte Bunejew noch 14 weitere Produktionen und bediente dabei die verschiedensten Genres. Im Bereich der Filmbiografie zeigte er die Lebensleistungen von Konstantin Ziolkowski (Человек с планеты Земля [Tschelowek s planety Semlja], 1959), Alexander Herzen (Das alte Haus, 1970)  und Juri Golizyn (Сильнее всех иных велений [Silneje wsech unych weleni], 1987). Der geheimnisvolle Fund (1954) ist ein Jugendfilm, За власть Советов (Sa wlast Sowetow, 1956) und Хуторок в степи (Chutorok w stepi, 1971) stellen Adaptionen von Werken Walentin Katajews dar, der in beiden Fällen auch das Drehbuch verfasste. Конец света (Konez sweta, 1962) ist der Komödie zuzuordnen, Последняя встреча (Poslednjaja wstretscha, 1975) und Серебряные озёра (Serebrjanyje osjora, 1981) hingegen dem Drama. In Просто девочка (Prosto dewotschka, 1966) thematisierte Bunejew die Leningrader Blockade, mit Oljas Abenteuer mit dem Hausgeist (1977) drehte er ein modernes Märchen. Ein auch international beachtetes Projekt stellt der mit Thrillerelementen angereicherte Abenteuerfilm Der böse Geist von Jambuj (1979) dar, dessen Skript Bunejew auf Grundlage einer Erzählung von Grigori Anissimowitsch Fedossejew schrieb. Er arbeitete während seiner Laufbahn mit bekannten Darstellern wie Georgi Milljar, Andrei Mjagkow und Andrei Stanislawowitsch Rostozki zusammen.
Bunejew trat 1968 der KPdSU bei, war seit dem 21. Februar 1973 Träger des Titels Verdienter Künstler der RSFSR und wurde zwei Jahre später für Poslednjaja wstretscha beim Allunionsfilmfestival ausgezeichnet.
Er war zeitweise mit der Schauspielerin Larissa Matwejenko verheiratet und hatte mit ihr einen Sohn namens Sergei, der später als Journalist arbeitete.
Der ehemalige Regisseur starb 94-jährig in dem Dorf Kamenka im Firowskier Rajon und fand auf dem Pjatnizkoje-Friedhof, Abschnitt 28, in Moskau die letzte Ruhe.

## Filmografie
- 1949: Путь славы (Put slawy) – Co-Regie mit Michail Abramowitsch Schweizer und Anatoli Michailowitsch Rybakow
- 1951: В степи (W stepi) (Kurzfilm) – Co-Regie mit U. Uljanzew
- 1954: Der geheimnisvolle Fund (Tainstwennaja nachodka)
- 1956: За власть Советов (Sa wlast Sowetow)
- 1959: Человек с планеты Земля (Tschelowek s planety Semlja)
- 1962: 10000 мальчиков (10000 maltschikow) – Co-Regie mit Yoshiko Okada
- 1962: Конец света (Konez sweta)
- 1966: Просто девочка (Prosto dewotschka) – auch Drehbuch
- 1970: Das alte Haus (Stary dom)
- 1971: Хуторок в степи (Chutorok w stepi)
- 1975: Последняя встреча (Poslednjaja wstretscha)
- 1977: Oljas Abenteuer mit dem Hausgeist (Derewnja Utka)
- 1979: Der böse Geist von Jambuj (Sloi duch Jambuja) – auch Drehbuch
- 1981: Серебряные озёра (Serebrjanyje osjora)
- 1984: Костёр в белой ночи (Kostjor w beloi notschi)
- 1987: Сильнее всех иных велений (Silneje wsech unych weleni)

Anmerkung: Es sind nur Filme aufgeführt, an deren Regie Bunejew unmittelbar beteiligt war.